# Planet of Giants
Planet of Giants é o primeiro serial da segunda temporada da série de ficção científica britânica Doctor Who. Plantet of Giants foi o primeiro episódio a se passar na Inglaterra contemporânea desde An Unearthly Child. Embora semelhante a uma ideia proposta por C.E. Webber para o piloto de Doctor Who, o escritor Louis Marks afirmou que a inspiração para a história foi o trabalho pró-ecologista de Rachel Carson, Silent Spring, que alertava fortemente contra os inseticidas. Ele contou que, reduzindo o Primeiro Doctor, ele teria a oportunidade de colocar a tripulação da TARDIS cara-a-cara com os perigos que Carson havia advertido contra em seu livro. Foi, portanto, a primeira história "ambientalista" de Doctor Who. Uma espécie de conto gentilmente moralista - como Invasion of the Dinosaurs e The Green Death.
Embora totalmente roteirizado e gravado como um arco de quatro partes, as partes três e quatro foram fundidas em um único episódio, deixando efetivamente um episódio sobrando na sala de corte. Este material editado não foi mantido - embora alguns dos detalhes tenha chegado a sua versão em livro. Em certo sentido, então, Planet of Giants foi a primeira série o primeiro arco a ter um episódio perdido.
Além de ser o primeiro trabalho de Marks na série, foi também a estreia do compositor de longa data da "série", Dudley Simpson, e o primeiro crédito para o frequente diretor Douglas Camfield.

## Sinopse
Ao finalmente chegar à Terra, as portas da TARDIS abrem por conta própria antes que ela se materialize corretamente, deixando tudo fora de controle. Ao saírem, os viajantes encontram a nave reduzida em tamanho, e agora eles têm apenas cerca de dois centímetros e meio de altura.
Como pessoas minúsculas, eles tropeçam em um plano tramado por um empresário impiedoso, Forester, e seu colega cientista equivocado, Smithers, de lançar um novo inseticida, DN6 - um produto tão destrutivo que iria matar não apenas os insetos nocivos à agricultura, mas também aqueles vitais para ela.

## Enredo
Na sequência de uma avaria na TARDIS, o console de uma sirene liga indicando que algo está errado, o doutor insiste que o localizador e mostra nada está errado e é seguro para se aventurar fora. Ele leva seus companheiros Ian, Barbara e Susan para o mundo além e, em poucos minutos eles encontraram uma minhoca gigante morta seguido por uma grande formiga falecida. Eles parecem ter morrido imediatamente. Depois de alguma dedução dos viajantes, perceberam que eles chegaram na Terra, mas têm diminuído de tamanho de cerca de uma polegada.
Ian está investigando uma caixa de fósforos descartada quando alguém pega e ele é arremessado ao redor (ele estava dentro da caixa). Esse alguém é um cientista do governo chamado Farrow. Ele é recebido por um empresário chamado Forester, insensível para dizer-lhe que o seu pedido de DN6, um novo inseticida, foi rejeitado. Na realidade DN6 não deve ser licenciado: é muito mortal para toda a vida do inseto. Quando caem fora sobre esta notícia, Forester atira em Farrow e deixa-o como morto no gramado.
O Doutor, Barbara e Susan ouv o tiro como uma enorme explosão. Eles acham Ian ileso perto do corpo morto e supõem que um assassinato ocorreu, mas pouco podem fazer sobre isso. Eles são determinados, no entanto, para garantir o assassino seja levado a julgamento, apesar de seu tamanho microscópico. Evitando um gato, os viajantes se dividiram novamente com Ian e Barbara se escondendo em uma maleta. O gigante Forester retorna para o gramado e recolhe a mala, levando-o para dentro do laboratório. Seu ajudante, Smithers, chega e suspeita que ele assassino, mas não pode denunciá-lo por medo de minar o projeto DN6 ao qual ele deu sua vida.
O doutor e Susan escalaram um cano de esgoto para ter acesso à casa e localizar seus amigos, desafiando a altura. Enquanto isso, Ian e Barbara examinando o laboratório, encontraram uma mosca gigante, que é morta instantaneamente quando contata a amostra sementes que haviam sido pulverizadas com DN6. Barbara tocou totalmente em uma semente no início e logo começa a sentir-se mal. No entanto, atraído pela voz de Susan no ralo, os quatro amigos se reencontram.
Forester foi fazendo relatório do Farrow, de modo a dar DN6 a licença que quer e, disfarçando a voz como de Farrow, faz um telefonema de apoio ao ministério para o mesmo efeito. Este é ouvido pela, telefonista, Hilda Rowse, e seu marido policial, Bert, que começam a suspeitar que algo está errado.
O doutor entretanto, percebeu a natureza mortal e eterno DN6 e a provável contaminação de Barbara. Eles tentam alertar alguém içando o receptor do telefone com a cortiça, mas não podem-no ouvir. Hilda observa o sinal de ocupado, no entanto, e ela e Bert se tornam ainda mais preocupados. Forester e Smithers voltaram para o laboratório e corrigiram o aparelho com problemas. Ela toca novamente momentos depois e pede a Farrow, quando Forester personifica ele, imediatamente viu como a voz falsificada e por isso sabe que há algo muito errado. Bert dirige-se à casa para investigar.
O doutor e seus companheiros decidem iniciar um incêndio para atrair a atenção para a casa e ter sucesso na criação de uma lata de aerossol de inseticida e uma bancada de laboratório com jato de gás como uma bomba. Isto coincide com Smithers descobrindo a verdadeira virulência de DN6, é letal para tudo, e exige Forester parar de procurar uma licença. Forester viu como a bomba improvisada, que sai em seu rosto. Smithers recupera a arma chega e, em seguida, coloca ambas sob prisão.

## Produção
Um rascunho desta história - por CE Webber e intitulado The Giants -. Foi originalmente concebido para ser a primeira história da primeira temporada. Planet of Giants foi gravado no bloco de produção, foi decidido mantê-lo para a transmissão como o início da segunda temporada. Esta história teve originalmente quatro episódios de comprimento. Ao visualizar Episódios 3 e 4, que se concentrou mais fortemente de Hilda e Bert, Chefe da Serials Donald Wilson ordenou que uniam a fim de formar um clímax com ritmo mais rápido (Episódio 3) com foco nos personagens principais da série. O Episódio 4 foi chamado de The Urge to Live (em português: "o desejo de viver") e dirigido por Douglas Camfield (em vez de Mervyn Pinfield, que dirigiu Episódios 1 a3). Quando os episódios 3 e 4 foram editados em conjunto para tornar o novo Episódio 3, apenas Camfield foi creditado.
A decisão de unir os dois últimos episódios em um teria ramificações para o segundo bloco de produção da série, quando os produtores ficaram com um espaço de um episódio seguinte de Galaxy 4. Em vez de produzir um único episódio de stand-alone história ou estender qualquer um dos seriados planejados, "Mission to the Unknown", foi contratado para servir como um prelúdio para o Plano Diretor de The Daleks sem a participação de qualquer parte do elenco regular. Este foi produzido no mesmo bloco como Galaxy 4, e ambos foram adiados para formar os cinco primeiros episódios da 3ª temporada.

## Transmissão e recepção
| Detalhes dos episódios                      |                        |         |                           |                                       |
| Episódio                                    | Transmissão            | Duração | Espectadores (em milhões) | Arquivo                               |
| "Planet of Giants"                          | 31 de outubro de 1964  | 23:15   | 8.4                       | 16mm t/r                              |
| "Dangerous Journey"                         | 7 de novembro de 1964  | 23:40   | 8.4                       | 16mm t/r                              |
| "Crise, versão gravada"                     | Sem Exibição           | ???     | n/d                       | Existem apenas stills e/ou fragmentos |
| "Crise, versão transmitida"                 | 14 de novembro de 1964 | 26:35   | 8.9                       | 16mm t/r                              |
| "The Urge to Live, versão original gravada" | Sem Exibição           | ???     | n/d                       | Existem apenas stills e/ou fragmentos |
| [ 6 ] [ 7 ] [ 8 ]                           |                        |         |                           |                                       |

Em 2008, o revisor da Radio Times Patrick Mulkern, escreveu que a história tinha ambição e cenografia impressionantes, mas sentiu que "o próprio drama é menos do que fascinante". Os cientistas a estereótipos, achei que era decepcionante que eles não interagem diretamente com a equipe da TARDIS miniatura sobre seus planos. Mulkern também observou que Barbara " transversalmente como antipática" e a pontuação de Dudley Simpson foi "irritantemente infantil". John Sinnott deu ao Planet of Giants três de cinco estrelas, sentindo que era uma média de "parcela sólida". Sinnott notou que era uma história estranha porque a tripulação TARDIS não ia interagir diretamente com os criminosos "muito estúpidos" e eles pareciam mais preocupados com a exploração do que voltar ao seu tamanho normal. Dave Golder da SFX deu metade de cinco estrelas, sentindo que era "inegavelmente lento, em e carência de emoção" e "não completamente em sintonia com o show principal", porque Barbara e Ian não notariam que eles estão na Grã-Bretanha contemporânea, à qual eles estão tentando retornar. Apesar de elogiar a tripulação TARDIS para o uso de "inteligência, engenho e ciência simples para obter-se fora de problemas", ele sentiu que faltava sua química de costume e também criticou a caracterização de Barbara. O revisor da AV Clube Christopher Bahn descreveu à série como "não com falta de idéias ambiciosas, mas nunca juntos, e uma re-edição de última hora que condensou os episódios terceira e quarta originais em uma mágoa a história mais do que isso ajudou". Bahn sentiu que o script "está em constante subcotação seu próprio potencial dramático e sutis, mas invasivos maneiras", tais como quando os personagens tentaram chamar a polícia em um telefone, e a "trama arrastadora" de Barbara manter sua doença em segredo. No entanto, ele elogiou cenografia e o agir de Hill e Tilvern. 

## Liberações Comerciais

### Na impressão
A novelisação desta série, escrita por Terrance Dicks, foi publicada pela Target Books em Janeiro de 1990. Foi a série final da era de William Hartnell a ser novelisada. O romance também restabeleceu grande parte do material cortado para fazer à série televisiva em três episódios.

### Home Media
Esta série foi lançado em VHS em 2002; foi a primeira história lançada comercialmente para receber o VidFIRE. Processo Foi lançado em DVD na Região 2, em 20 de agosto de 2012.
O DVD inclui 2.012 recriações dos episódios originais 3 e 4, com base nos roteiros originais e que caracterizam o diálogo recém-gravado a partir de membros do elenco regularmente Ford e Russell e outros atores representando o restante do elenco (todos falecidos). Uma variedade de técnicas tem sido usado para recriar o material visual em falta, mas a maior parte isso é feito por re-edição de metragem existente a partir do episódio acabado 3.